# Villars-les-Bois
Villars-les-Bois è un comune francese di 260 abitanti situato nel dipartimento della Charente Marittima nella regione della Nuova Aquitania.

## Società

### Evoluzione demografica
Abitanti censiti